# Kürthy Erzsébet
Kürthy Erzsébet (Kürti /Kürthy/ Erzsi, Alice Pickford, külföldön leginkább Kürti Ellen; Budapest, 1903. július 23. – Genova 1966. április 4.) magyar származású német színésznő.

## Élete
Életéről meglehetősen keveset tudunk, a hazai lapok első hírei akkor jelentek meg, amikor már Németországban ismertté vált, feltehető tehát, hogy Magyarországon nem voltak említésre méltó sikerei. Iskoláit Magyarországon végezte, majd Nirschy Emília táncakadémiáján tanult. Magyarországon Alice Pickford néven játszott, majd Münchenben az Emelka Filmstúdióban (a későbbi Bavaria Film Studios) Kürti Ellen néven kapott szerepet, legkorábbi németországi filmje 1922-es. Számos film főszerepét osztották rá, 1926-ban Harsányi Zsolt A bajadér (Die Liebe der Bajadere) című film kapcsán úgy ír róla, hogy bár játéka néhol túl színes, mégis felfedezhető benne a tehetség.
1930 februárjában arról tájékoztat a Budapesti Hírlap Képes Vasárnap melléklete, hogy végleg visszavonulásra kényszerült. Szeptemberben már csak egy talányos rövid hír olvasható: megmérgezte magát Kürthy Erzsi budapesti színésznő, mert nem kapott szerződést. Bár a mérgezés kimeneteléről nem tájékoztat a lap, feltehető, hogy ekkor hunyt el, mert a későbbiekben jelenidejű híradás nem olvasható róla.
Bár életében - elsősorban 1922 után, németországi tartózkodásának időszakából - számos hír szólt róla, elsősorban bulvár jellegű, a társasági élettel összefüggő tájékoztatásokról van szó. Feltételezhető halálát követően még visszaemlékezés sem jelent meg róla.

## Filmjei
- A levágott kéz (1920, r.: Lajthay Károly) Alice Pickford néven
- Veszélyben a pokol (1921, r.: Balogh Béla)
- Um Liebe und Thron (1922, r.:Franz Osten)
- Asszonyok, akiknek nem szabad szeretni (Frauen, die nicht lieben dürfen, 1925, r.: Bolváry Géza)
- Die Liebe der Bajadere (1926, r.: Bolváry Géza)
- Liebe und Diebe (1928, r.:Carl Froelich) utolsó ismert filmje